# Kalisjön
Kalisjön este o arie protejată (arie de protecție specială avifaunistică — SPA) din Finlanda întinsă pe o suprafață de 83 ha, integral pe uscat.

## Localizare
Centrul sitului Kalisjön este situat la coordonatele 63°23′15″N 23°08′16″E / 63.3875°N 23.1378°E.

## Înființare
Situl Kalisjön a fost declarat arie de protecție specială avifaunistică în august 1998 pentru a proteja 13 specii de animale.

## Biodiversitate
Situată în ecoregiunea boreală, aria protejată nu include niciun habitat protejat.
La baza desemnării sitului se află mai multe specii protejate de  păsări (13): rață sulițar (Anas acuta), gâscă de semănătură (Anser fabalis), stârc cenușiu (Ardea cinerea), rața moțată (Aythya fuligula), erete de stuf (Circus aeruginosus), erete vânăt (Circus cyaneus), lebădă de iarnă (Cygnus cygnus), cocor (Grus grus), pescăruș râzător (Larus ridibundus), Lyrurus tetrix tetrix, corcodel-urechiat (Podiceps auritus), rață cârâitoare (Spatula querquedula), fluierar de mlaștină (Tringa glareola).
Pe lângă speciile protejate, pe teritoriul sitului au mai fost identificate 13 specii de păsări.